# Joseph Moore (Eisschnellläufer)
Joseph John „Joe“ Moore (* 12. Januar 1901 in New York City; † 28. April 1982 ebenda) war ein US-amerikanischer Eisschnellläufer.
Moore gewann im Jahr 1921 die Eastern Championships und wurde im folgenden Jahr kanadischer Meister im Mehrkampf. Seine beste Platzierung bei US-amerikanischen Meisterschaften erreichte er im Jahr 1923 mit dem zweiten Platz. Bei den Olympischen Winterspielen 1924 in Chamonix kam er auf den 12. Platz über 10.000 m und jeweils auf den achten Rang über 500 m und 1500 m.

## Persönliche Bestleistungen
| Disziplin | Zeit        | Datum           | Ort      |
| --------- | ----------- | --------------- | -------- |
| 500 m     | 44,4 s      |                 |          |
| 1500 m    | 2:31,6 min  | 25. Januar 1924 | Chamonix |
| 10.000 m  | 19:36,2 min | 25. Januar 1924 | Chamonix |